# 닉 앤 제인
《닉 앤 제인》(영어: Nick and Jane)은 미국에서 제작된 리처드 마우로 감독의 1997년 로맨틱 코미디 영화이다. 데이나 휠러니컬슨 등이 출연하였고, 빌 매커천 등이 제작에 참여하였다.

## 출연
- 데이나 휠러니컬슨
- 제임스 매캐프리
- 존 도싯
- 리사게이 해밀턴
- 데이비드 조핸슨
- 게디 와타나베
- 다이앤 브릴
- 산드라 산티아고
- 조지 코
- 셔반 팰런 호건

## 기타 제작진
- 라인 제작: 키어스틴 베이츠러노
- 배역: 이브 버탈리아
- 의상: 리즈 맥개리티